# Tobias Piff
Tobias Piff (* 5. Februar 1879 in Riedlingsdorf; † 19. Juni 1927 in Unterschützen) war ein österreichischer Kleinbauer und Politiker (SDAP). Er war zwischen 1923 und 1925 Abgeordneter zum Burgenländischen Landtag.

## Leben
Piff wurde als Sohn des Kleinbauern Tobias Piff aus Riedlingsdorf geboren. Er besuchte die Volksschule und arbeitete in der Folge als Zimmerer. Später war er als Kleinbauer in Riedlingsdorf tätig.
Piff war verheiratet.

## Politik
Piff war Bezirksparteiobmann der Sozialdemokratischen Arbeiterpartei in Oberwart, wobei die Wahl am 20. Juli 1924 erfolgte. Am 13. November 1923 wurde Piff als Abgeordneter im Burgenländischen Landtag angelobt. Er vertrat die Sozialdemokratische Arbeiterpartei bis zum 30. Dezember 1925 im Landtag und legte an diesem Tag sein Mandat nieder.